# آيت امعي 1 (أكلموس)
آيت امعي 1 هي إحدى مشيخات المملكة المغربية، تتبع جغرافيا لإقليم خنيفرة وإداريًا لأكلموس. يقدر عدد سكانها بـ 3827 نسمة حسب الإحصاء الرسمي للسكان والسكنى لسنة 2004.